# 제21회 부천국제애니메이션페스티벌
제21회 부천국제애니메이션페스티벌은 2019년 10월 18일에 열린 시상식이다.

## 수상 및 후보

### 본상-대상 (장편)
- 환상의 마로나 - 안카 다미안 수상

### 본상-대상 (단편)
- 산성비 - 토마시 포파쿨 수상

### 본상-심사위원상 (장편)
- 카불의 제비 - 자부 브레트만 외 1명 수상

### 본상-심사위원상 (단편)
- 미스터 메어 - 루카 토스 수상

### 본상-심사위원상 (학생)
- 아빠와 딸 - 다리아 카쉬치바 수상

### 본상-심사위원상 (TV&커미션드)
- 우당탕마을-마을 축제 - 뱅상 파타르 외 1명 수상

### 본상-심사위원상 (한국단편)
- 움직임의 사전 - 정다희 수상

### 본상-우수상 (장편)
- 체크 히어로 - 토르비욘 크리스토퍼센 외 1명 수상

### 본상-우수상 (단편)
- 겨울의 정령 - 아누-로라 투텔버그 수상
- 움직임의 사전 - 정다희 수상

### 본상-우수상 (학생)
- 나와 마그넷 그리고 죽은 친구 - 마오닝 리우 수상

### 본상-우수상 (TV&커미션드)
- 브라젠-아네트 켈러만 - 푸옹 마이 뉴엔 외 2명 수상

### 본상-관객상 (장편)
- 환상의 마로나 - 안카 다미안 수상

### 본상-관객상 (단편)
- 메모러블 - 브뤼노 콜레 수상

### 본상-애니비초이스상 (단편)
- 메모러블 - 브뤼노 콜레 수상

### 본상-네티즌 초이스
- 라푼젤 - 쥐앙 파블로 마차도 수상
- 아말리스 - 웡 잉 콴 외 1명 수상

### VR경쟁부문-심사위원상
- 항해의 시대 - 존 커스 수상

### VR부문-특별 언급
- 송버드 - 루시 그린웰 외 2명 수상

### 특별상-DHL DIVERSITY상
- 퍼스트 클래스 - 김명은 수상

### 특별상-빈스로드상
- 프린세스 아야 - 이성강 수상

### 특별상-Unity상
- 프린세스 아야 - 이성강 수상

### 특별상-코코믹스
- 카불의 제비 - 자부 브레트만 외 1명 수상

### 특별상-EBS
- 달콤한 케이크 - 브누아 슈 수상

### 애니비초이스 (학생)
- 아빠와 딸 - 다리아 카쉬치바 수상

### 명예공로상
- 카타부치 스나오 수상

### 장편경쟁부문
- 카불의 제비 - 자부 브레트만 외 1명
- 버스데이 원더랜드 - 하라 케이이치
- 제로 임퓨니티 - 니콜라스 블리에스 외 1명
- 환상의 마로나 - 안카 다미안
- 프린세스 아야 - 이성강
- 체크 히어로 - 앤더스 마테센 외 1명
- 인간 실격 - 키자키 후미노리
- 트와일라잇 - 야마모토 유타카

### 단편경쟁부문
- 달콤한 케이크 - 브누아 슈
- 우주를 향하여 - 콘스탄틴 브론지트
- 킷와나의 여정 - 응엔도 무키
- 올챙이 - 장 클로드 로젝
- 움직임의 사전 - 정다희
- 다른 곳으로부터 온 소녀 - 쿠보 유타로 외 1명
- 용 없는 마을 - 박세홍
- 리킹 라이프 - 슌사쿠 하야시
- 동전 - 스치 송
- 스위트 홈 - 채이태인 콘버삿
- 노 오브젝트 - 모이아 조빈-페어
- 주인 - 안용해
- 베트남 신랑, 프랑스 신부 - 오드 하 리플레주
- 메모러블 - 브뤼노 콜레
- 퍼스트 클래스 - 김명은
- 겨울의 정령 - 아누-로라 투텔버그
- 죽은 아내가 돌아왔다 - 파스칼 블란쳇 외 1명
- 낯선 오후 - 이바나 보스냑 외 1명
- 미스터 메어 - 루카 토스
- 팬텀 52 - 제프 마슬렛
- 슬픔의 물리학 - 테오도르 위셰브
- 기린 이야기 - 로잘리 롱생
- 변신 - 카를라 페레이라 외 1명
- 싸워그레이프스 - 남지희
- 바퀴돈다 - 김상준
- 공존 - 나디아 안드라세브
- 시시가리 - 오시야마 키요타카
- 산성비 - 토마시 포파쿨
- 고기 한 점 - 제럴드 청 외 1명
- 그리고 곰 - 아그네스 패트런
- 야생 늑대의 사생활 - 친티스 룬드그렌

### 학생경쟁부문
- 여우와 비둘기 - 미셸 추아 외 9명
- 둘 - 엠레 옥텐
- 더 카이트 - 마틴 스마타나
- 노바디 - 고혜민
- 달콤쌉싸름한 아침 - 티카 뵈메르
- 리모컨 전쟁 - 조슈아 바움 외 1명
- 스틱 & 스톤 - 마크 에반 림 외 2명
- 바다가 부를 때 - 히라이 아카네 외 2명
- 머나먼 울음소리 - 멀리사 컬레인
- 빛이 들 때 - 항 쉬
- 쿠쿠루 - 줄리아 고메스 로드리게스
- 스위치 - 박혜린
- 유년의 합창 - 주앙 몬테이루 외 1명
- o28 - 오탈리아 코세 외 5명
- 유리벽 - 장수영
- 엔트로피아 - 플로라 안나 부다
- 블리쇼우 - 크리스토프 새로우
- 패스파인더 - 클뢰 뒤물랭 외 4명
- 웃음의 항로 - 매튜 리
- 나와 마그넷 그리고 죽은 친구 - 마오닝 리우
- 수프 - 레옹 모-카
- 고슴도치 - 바이바브 케스와니 외 5명
- 너의 눈 속으로 - 라우라 판데르제
- 사랑한다고 말해요 - 루 팅 지
- 맘-더 워스트 퍼니쉬먼트- - 김수경 외 1명
- 숲속의 님프 - 율리아 매티
- 니트 입은 고양이 - 앨리슨 로시 외 2명
- 하룻밤 더 - 첸 유이
- 빗속에서 - 산나 더 프리스
- 아빠와 딸 - 다리아 카쉬치바
- 해피 엔딩 - 최은주
- 솔라 플렉서스 - 데이비드 맥셰인
- 작은 영혼 - 바바라 루픽
- 지금 당신 옆에 귀신이 앉아있습니다 - 윤신정
- 어느 하루 - 애나 리
- 소녀와 곰 - 로빈 콘로이
- 히트웨이브 - 포키온 제녹스
- 바다가 있는 방 - 팡이 쉬에 외 1명
- 2.3 x2.6 x 3.2 - 지아치 왕
- 이민자 - 소피 마르탱
- 시크릿 - 이저벨 리

### TV&커미션드경쟁부문
- 드미트리 작은 새 - 아그네스 르크루
- 브라젠-아네트 켈러만 - 푸옹 마이 응우옌 외 2명
- 바움-여기 아래 - 세바스찬 로덴바흐
- 우당탕마을-마을 축제 - 뱅상 파타르 외 1명
- 키친 테이블 : 옮기느냐 마느냐 - 케이트 앤더슨 외 2명
- 미래의 로빈 후드 - 브루스 카터
- 위 윌 씨 썸데이 - 홍나리
- 웰더 - 루스 매타
- 아니바 - 브리트 라르스
- 드래곤 마운틴의 전설 - 아쉬가르 사파르 외 1명
- 헬로 제미마 - 피터 베인턴
- 오데 - 사디 아딥
- 다브스: 몬스터 - 케이티 스티드
- 비틀스-글래스 어니언 - 알래스데어 브러더스턴 외 1명

### 온라인경쟁부문
- 아말리스 - 웡 잉 콴 외 1명
- 혼자가 아니야 - 샌토스 필리파
- 허니 - 히라이 코토노
- 첫눈에 반했지만 - 케인 피커스 리치
- 할아버지의 종이접기 - 이한 왕
- 라푼젤 - 쥐앙 파블로 마차도
- 비밀 정원 - 쉬페이 우 외 1명
- 킨셋 사이드 - 유형준
- 그저, 작은 - 김나경
- 빛을 찾아서 - 두선영
- 마음을 담아 - 리앙 야쥔
- 저승 세계로의 여행 - 야마구치 마이

### 한국경쟁부문
- 움직임의 사전 - 정다희
- 퍼스트 클래스 - 김명은
- 제사 - 송경원
- 버뮤다 - 하혜원 외 2명
- 메리크리닝마스 - 김솔 외 2명
- 비포 아이 리브 - 이지민
- 스네일 맨 - 박재범
- 어딘가에, 숲 - 현유정
- 르 모 - 백미영
- 싸워그레이프스 - 남지희
- 주인 - 안용해
- 피멍 - 김승준
- 산 - 우진
- 용 없는 마을 - 박세홍
- 갈라파고스 - 허범욱

### 초청장편
- 어웨이 - 긴츠 질발로디스
- 안녕, 티라노: 영원히, 함께 - 시즈노 코분

### VR경쟁부문
- 포레스트 - 켈시 본카토 외 1명
- 유령선 - 조이 린 외 1명
- 상상의 다큐멘트 - 블라디슬라브 네제빅
- 아무 일도 없었다 - 미쉘 크라노트 외 1명
- 송버드 - 루쉬 그린웰 외 2명
- 그렇게 딸은 엄마가 된다 - 카즈키 유하라
- 더 큐어 - 데이비 요세
- 바벨탑 - 펑 웨이정
- 이름 없는 우수 사원 - 방소정
- 공각기동대 : 버추얼 리얼리티 다이버 - 히로아키 히가시
- 항해의 시대 - 존 커스
- 조의영역 - 유태경

### Hello! 안시: 안시키즈
- 달콤한 저녁 - 리아 베르텔스
- 둥지 - 소냐 로레더
- 더 카이트 - 마틴 스마타나
- 히트웨이브 - 포키온 제녹스
- 작은 배 - 아나스타샤 마클리나
- 큰 늑대와 작은 늑대 - 레미 뒤랭
- 안시2019 티저 by고블랭 : 도쿄 아이돌 - 고블랭

### BIAF 클래식
- 왕과 새 - 폴 그리몰트
- 멋진 케이크! - 에마 데 스와프

### Hello! 안시: 안시2019 수상작
- 몰라요 - 토마스 레놀드너
- 아빠와 딸 - 다리아 카쉬치바
- 레인 - 피오트르 밀차레크
- 토마스 삼촌 : 일상의 회계 - 레지나 페소아
- 드라이브 - 페드로 카사베키아
- 마에스트로 - 콜렉티프 일로직
- 메모러블 - 브뤼노 콜레
- 나의 시대 - 뤼도빅 우플랭
- 고블랭, 라면 - 고블랭
- 안시2019 티저 by 고블랭 : 도쿄의 맛 - 고블랭

### 특별전
- 아리테 공주 - 카타부치 스나오
- 마이 마이 신코 이야기 - 카타부치 스나오

### ANI 투게더
- 그린치 - 스콧 모지어 외 1명
- 꼬마버스 타요 5기 + 타요의 씽씽 극장 2기 - 류정우
- 드래곤 길들이기 3 - 딘 데블로이스
- 또봇 V - 김호락
- 띠띠뽀 띠띠뽀 - 류정우
- 마이펫의 이중생활2 - 크리스 리노드
- 미래의 미라이 - 호소다 마모루
- 베이블레이드 버스터 진검 - 오진구
- 뽀롱뽀롱 뽀로로 3기 - 신창환
- 토이 스토리 4 - 조시 쿨리